# Laccophilus dikinohaseus
Laccophilus dikinohaseus is een keversoort uit de familie waterroofkevers (Dytiscidae). De wetenschappelijke naam van de soort is voor het eerst geldig gepubliceerd in 2005 door Kamite, Hikida & Satô.